# Gustav Wagner
Pour les articles homonymes, voir Wagner.
Gustav Franz Wagner (Vienne, 18 juillet 1911 – Sao Paulo, 3 octobre 1980) est un criminel génocidaire nazi, SS-Hauptscharführer, qui a participé avant guerre à l'euthanasie des malades mentaux allemands, puis ayant été muté au centre d'extermination de Sobibór, en fut le commandant-adjoint, au même titre que Hermann Michel. Plus de 200 000 Juifs furent assassinés à  Sobibor au cours de l'opération Reinhard. Connu pour sa brutalité, Wagner était surnommé la « bête » ou le « loup ».
Après guerre, protégé par une dictature au Brésil où il s'était installé, il ne sera jamais extradé malgré des demandes répétées de la Pologne, de l'Autriche, de l'Allemagne de l'Ouest et mourra dans des circonstances jamais totalement élucidées sans avoir eu à répondre de ses actes.

## Biographie

### Les premières années
Alors qu'il vit en Autriche, Wagner  rejoint le parti nazi en 1931 sous le matricule 443 217. Arrêté pour propagande nazie interdite, il fuit en Allemagne où il s'affilie à la SA, puis à la fin des années 1930 à la SS.
En mai 1940, il participe activement au programme d'euthanasie forcée des malades mentaux notamment dans les centres de mise à mort de Hadamar et de Harteim.

### À Sobibor
Compte tenu de son expérience acquise dans le cadre de l'Aktion T4, Wagner est muté à Sobibor en mars 1942 pour aider à l'achèvement du camp. Une fois les installations de gazage terminées, il est nommé commandant-adjoint  sous l'autorité de Franz Stangl, avec le grade d'adjudant-chef,.
Il est chargé de la sélection des déportés nouvellement arrivés, afin de faire le tri entre les déportés affectés aux Arbeitsjuden et ceux qui sont directement envoyés aux chambres à gaz,.
Lorsqu'il est en congé ou occupé par d'autres activités, ses tâches sont assurées par Karl Frenzel.
Plus que tout autre gradé du camp, il est responsable des contacts quotidiens avec les déportés. Il supervise la routine et la vie quotidienne du camp, et se montre particulièrement brutal. Des survivants le décrivent comme un « sadique de sang-froid ». Il est connu pour battre les déportés régulièrement et les traiter comme des ordures, et pour tuer des Juifs sans raison et sans retenue.

#### Un sadique de sang-froid
L'un des déportés survivants le décrit comme suit :

« Il était un bel homme, grand et blond — un pur Aryen. Dans la vie civile il était sans doute un homme bien élevé ; à Sobibor, il se comportait en bête sauvage. Il aimait tuer sans limite… Il pouvait arracher les bébés des bras de leur mère et les mettre en pièces de ses propres mains. Je l'ai vu battre à mort à coups de crosse deux hommes qui n'avaient pas exécuté ses instructions correctement, alors qu'ils ne comprenaient pas l'allemand. Je me souviens qu'une nuit un groupe de jeunes de quinze à seize ans est arrivé au camp, avec à sa tête un certain Abraham.  Après une longue et dure journée de travail, le jeune homme s'est effondré sur sa paillasse et s'est endormi. Arrivé soudainement dans notre baraquement, Wagner ordonna à Abraham de se tenir debout devant lui, ordre qu'Abraham n'entendit pas. Furieux, Wagner le tira nu de son lit et se mit à le battre sur tout le corps. Lorsque Wagner se lassa de donner des coups, il prit son revolver et abattit Abraham sur le coup. Ce spectacle atroce se déroula devant nous et sous les yeux du frère d'Abraham. »

Une autre déportée relate que le jour de la fête Yom Kippour, qui prescrit le jeûne, Wagner apparut à l'appel, sélectionna quelques prisonniers qu'il força à manger du pain, malgré l'interdit religieux. Wagner rit bruyamment, content de sa « blague », d'autant qu'il savait que les déportés choisis étaient des Juifs pieux.
Un autre gardien du camp livre le témoignage suivant : « J'estime le nombre de Juifs gazés à Sobibor à 350 000. À la cantine du camp, j'ai entendu une conversation entre Karl Frenzel, Franz Stangl et Gustav Wagner. Ils discutaient du nombre de victimes à Belzec, à Treblinka et à Sobibor et regrettaient que Sobibor arrive dernier dans la compétition. »

### Dernières tâches à Sobibor et après la dissolution du camp
Après l'évasion de deux déportés au printemps 1943, Wagner commande un peloton de soldats de la Wehrmacht chargé de placer des champs de mines autour du camp pour éviter de nouvelles évasions. Ces efforts s'avèrent vains lors de la révolte du 14 octobre 1943 au cours de laquelle 300 détenus parviennent à s'échapper.
Lors du  déclenchement de la révolte, ses organisateurs savent que Wagner est absent du camp, absence qu'ils considèrent comme augmentant leurs chances de succès, Wagner étant considéré comme le gardien le plus strict pour la surveillance du camp. Après la révolte, Wagner participe à la fermeture de celui-ci, à son démantèlement et à l'effacement des preuves. Pour ce faire, il a sous ses ordres un détachement d'Arbeitsjuden qu'il commande sans pitié. Par exemple, après que la majorité des Arbeitsuden a été déportée à Treblinka, Wagner exécute lui-même les derniers survivants.
Heinrich Himmler considère Wagner comme « l'un des hommes les plus méritants de l'opération Reinhard » .
À la fin des activités du camp et après sa complète destruction, Wagner est envoyé en Italie où il participe à la déportation des Juifs et à la lutte contre les partisans.

### Après la fin du conflit
Gustav Wagner est condamné à mort par contumace mais il parvient à s'échapper en Syrie puis au Brésil avec Franz Stangl et grâce à l'aide d'une filière d'évasion organisée par certains membres du clergé catholique, notamment au départ du  Collegio Teutonico di Santa Maria dell'Anima de Rome.
Wagner est accepté comme résident permanent au Brésil le 12 avril 1950 et reçoit son passeport le 4 décembre 1950. Il vit tranquillement au Brésil sous le pseudonyme de Günther Mendel jusqu'à ce que sa situation soit révélée par Simon Wiesenthal, ce qui entraîne son arrestation le 30 mai 1978. Les demandes d'extradition d'Israël, de l'Autriche et de la Pologne sont rejetées par l'avocat général du Brésil, de même que celle introduite par l'Allemagne de l'Ouest refusée par la cour suprême le 22 juin 1979.
Interrogé par la BBC en 1979, Wagner ne témoigne d'aucun remords quant à ses activités à Sobibor, déclarant : « Je n'avais aucun sentiment… C'était juste devenu un autre travail. Le soir nous ne parlions jamais de notre travail, nous contentant de boire et de jouer aux cartes. »
En octobre 1980 Wagner est retrouvé à São Paulo avec un couteau dans la poitrine ; selon son avocat, il s'agit d'un suicide. La date du décès est établie au 3 octobre 1980.